# Val Demings

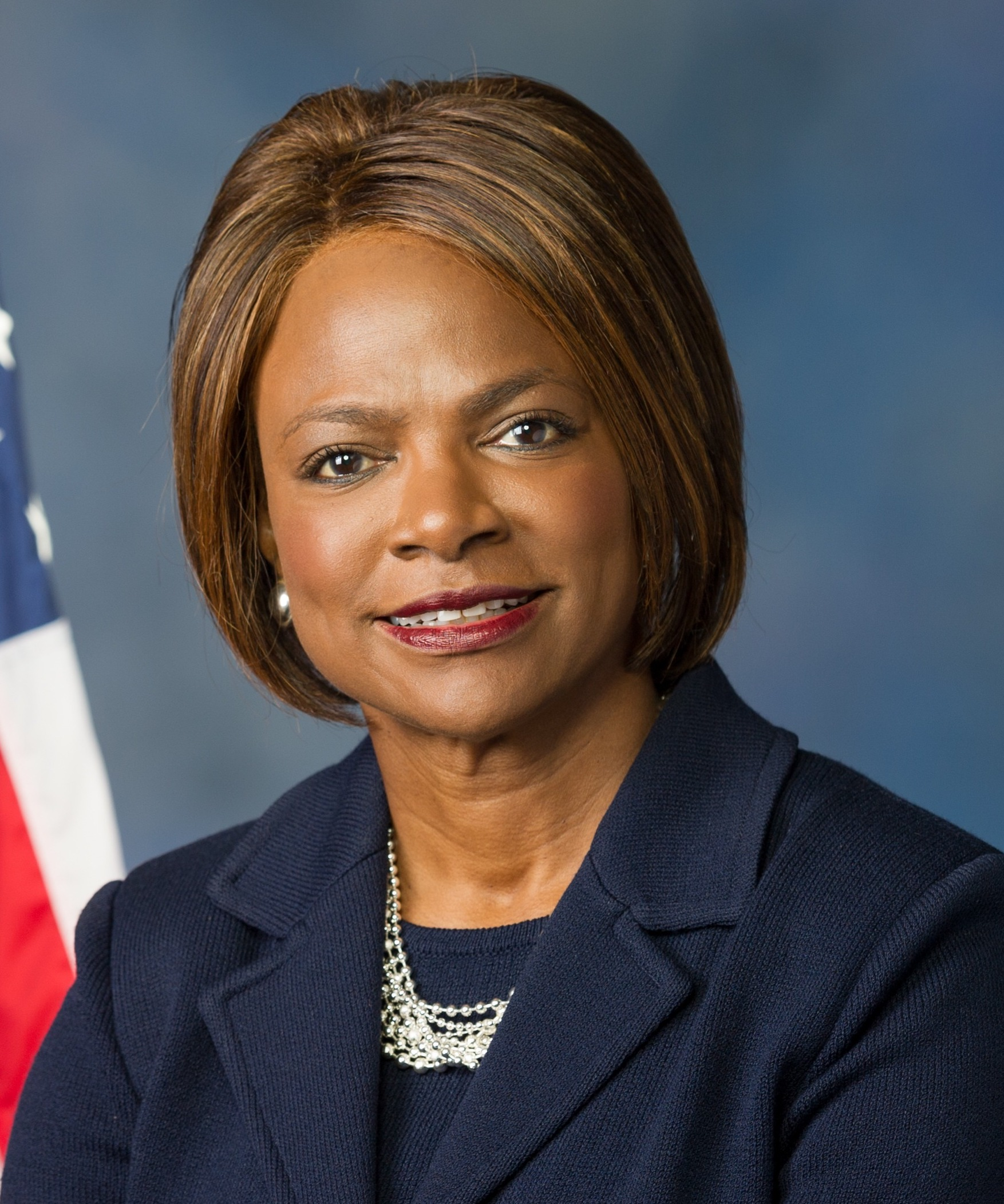
Valdez Venita Demings (2016)

Valdez Venita „Val“ Demings (* 12. März 1957 in Jacksonville, Florida) ist eine US-amerikanische Politikerin. Seit dem 3. Januar 2017 vertritt sie den Bundesstaat Florida im US-Repräsentantenhaus.

## Werdegang
Val Butler, so ihr Geburtsname, ist eines von sieben Kindern einer armen afroamerikanischen Familie. In ihrer Jugend besuchte sie noch Schulen, die nach Rassen getrennt waren. Nach der Highschool studierte sie zwischen 1976 und 1979 an der Florida State University das Fach Kriminologie. Danach besuchte sie die Webster University. Schließlich absolvierte sie die Polizeiakademie. Seit 1984 war sie im Polizeidienst der Stadt Orlando tätig. Dort stieg sie im Jahr 2007 als erste Frau zur Leiterin dieser Behörde auf. Dieses Amt bekleidete sie bis 2012.
Politisch schloss sich Demings der Demokratischen Partei an. Im Jahr 2012 kandidierte sie noch erfolglos für den Kongress. Bei den Kongresswahlen des Jahres 2016 wurde sie dann aber im zehnten Wahlbezirk von Florida in das US-Repräsentantenhaus in Washington, D.C. gewählt, wo sie am 3. Januar 2017 die Nachfolge des Republikaners Daniel Webster antrat, der in den elften Distrikt wechselte.
Im August 2022 setzte sie sich bei den Vorwahlen zur Senatswahl  2022 durch und war damit als Herausforderin des republikanischen Senators Marco Rubio im November 2022 gesetzt.
Mit ihrem Mann Jerry L. Demings, dem Bezirksbürgermeister von Orange County, hat sie drei Kinder.